# Baie du Bon-Accostage
Die Baie du Bon-Accostage (französisch für Bucht des guten Liegeplatzes) ist eine kleine Bucht im Südosten der Île du Gouverneur im Géologie-Archipel vor der Küste des ostantarktischen Adélielands. 
Französische Wissenschaftler benannten sie 1977 deskriptiv.